# Praga 3
Praga 3 – dzielnica Pragi rozciągająca się w centralnej części miasta, na wschód od Wełtawy. Składa się z mniejszych dzielnic: Žižkov, Vinohrady, Strašnice, Vysočany.
Obszar dzielnicy wynosi 6,49 km² i jest zamieszkiwany przez 78 424 mieszkańców (2006).